# Al Guokas
Albert George Guokas, detto Al (Filadelfia, 7 agosto 1925 – Somers Point, 2 agosto 1990), è stato un cestista statunitense, professionista nella NBL e nella NBA.
Era il fratello di Matt Guokas sr. e lo zio di Matt Guokas jr.